# 下阿波爾杜鄉
45°52′N 23°51′E / 45.867°N 23.850°E
下阿波爾杜鄉（羅馬尼亞語：Comuna Apoldu de Jos）是羅馬尼亞的鄉份，位於該國中部，由錫比烏縣負責管轄，面積49平方公里，海拔高度345米，2007年人口1,499，人口密度每平方公里31人。